# Carlos Alberto Disandro
Carlos Alberto Disandro (26 de abril de 1919 - 25 de enero de 1994) fue un filólogo, teólogo y poeta argentino. Fundador de la Concentración Nacional Universitaria (CNU), agrupación de la ultraderecha peronista que fue partícipe de la violencia política de la década de 1970 en Argentina. Dicha agrupación actuó en la ciudad de La Plata y alrededores. Católico ortodoxo, acérrimo defensor de la llamada tesis sedevacantista (tesis según la cual la Sede papal permanece vacante desde el fallecimiento de Pío XII, sus ideas tuvieron cierto ascendente sobre el peronismo ortodoxo y la derecha nacionalista. 

## Biografía

### Estudios
Estudió en el Colegio Monserrat de Córdoba y luego en la Universidad de La Plata, donde se graduó como profesor en Letras y Doctor en Letras y en la de Buenos Aires. Fue profesor titular de Lenguas Clásicas en la Universidad Nacional de La Plata desde 1944 y, hecho el concurso definitivo en 1946, el presidente Perón a comienzos de 1947 le entregó el diploma en el Salón Blanco de la Casa Rosada.[cita requerida]

### Juventud
Conoció a Juan Domingo Perón, entonces coronel, con motivo de los sucesos universitarios en la revolución de 1943, pues desde sus años juveniles combatió contra la Federación Universitaria Argentina (FUA); apoyó desde sus inicios la gestión de Perón, a quien conoció y trató personalmente desde 1944, en ocasión del discurso pronunciado en el Colegio de la Universidad de La Plata. Lo alternó luego en la Secretaría de Trabajo y Previsión, y colaboró desde entonces en los temas universitarios. 
Participó en La Plata en los sucesos del 17 de octubre, apoyando con un grupo de graduados y estudiantes la acción de los obreros, y enfrentó las circunstancias difíciles en la universidad entre octubre de 1945 y mayo de 1946, al retornar al poder por breve lapso la FUA.

### Madurez
Fue despojado de su cátedra después de instaurada en el poder la dictadura autodenominada Revolución Libertadora, junto con 4.000 profesores de todos los niveles. Ganó todos los concursos entre 1956 y 1966, pero el régimen militar no le entregó las cátedras. Fue reincorporado por la amnistía de 1973. Dictó la misma cátedra de Lenguas Clásicas.
En 1966/67, cuando Perón estaba en el exilio en Madrid fue llamado para considerar la situación emergente de la revolución de Onganía. Allí se gestó un plan de acción doctrinaria, [cita requerida]que desde entonces cumplió con numerosas conferencias sobre la doctrina justicialista, en especial en los aspectos educativos, geopolíticos, relaciones internacionales, la noción del trabajo, los fundamentos filosóficos de la Comunidad Organizada, la conspiración de la Sinarquía como causa de la interrupción de la segunda presidencia de Perón. Perón lo ha recordado muchas veces, con elogioso afecto, subrayando la preparación e información de un peronista que afronta la problemática con la doctrina y los hechos. 
Tuvo como maestros en particular al gregorianista y oblato benedictino Juan Carlos Fernández, al filósofo Nimio de Anquín y, en La Plata, a Arturo Marasso.
En la década de 1970 fue el ideólogo y "máximo organizador" de Concentración Nacional Universitaria (CNU) en La Plata y Mar del Plata, un grupo creado como fuerza de choque de la derecha peronista que en 1971 comete su primer asesinato cuando Silvia Filler es tiroteada en la Universidad Nacional de Mar del Plata. En un juicio posterior fueron condenados por esta acción una quincena de personas, luego liberadas por la ley de amnistía de 1973 dictada por el presidente Héctor Campora. A partir de 1975 la agrupación se integró en el aparato terrorista del Estado coordinada con la policía y las Fuerzas Armadas. Se le atribuyen medio centenar  de asesinatos y numerosas actuaciones armadas o violentas en las universidades.
La Cámara Federal de Mar del Plata sostuvo en el juicio por la verdad que la CNU actuaba «como un grupo de choque que irrumpía en las universidades con armas, cadenas y otros elementos contundentes. Su objetivo no era obtener representatividad sino desarticular el movimiento estudiantil que promovía la apertura de espacios democráticos y participativos en el ámbito universitario».
Asistió regularmente en Chile a las Semanas de Estudios Romanos organizadas por la Facultad de Filosofía y Educación de la Universidad Católica de Valparaíso, que en 1984 lo nombró profesor extraordinario, y a diversos eventos académicos organizados por la Universidad Metropolitana de Ciencias de la Educación.
Fue fundador y director o asesor académico de los Institutos de Cultura Clásica “Cardenal Cisneros” de La Plata, “San Atanasio” de Córdoba y “Leopoldo Lugones” de Buenos Aires, así como de los Centros de Estudios Geopolíticos en las mismas ciudades argentinas.
Compartiendo los conceptos con Disandro sobre la sinarquía, dijo el expresidente Juan Domingo Perón:
"Es decir que nosotros, frente al poder imperialista y frente a la gran Sinarquía internacional, manejada desde las Naciones Unidas, donde están el comunismo, el capitalismo, el judaísmo, la Iglesia Católica ‑ que también cuando la pagan entra ‑ la masonería; todas esas fuerzas que tienen después miles de colaterales en todo el mundo son las que empiezan a actuar...".
Diálogo Perón ‑ Cornicelli, en revista Las Bases, N° 17, del 18 de julio de 1972, pág. 34‑47.

## Publicaciones
Sus trabajos son numerosos. Fue creador y director hasta su muerte de la revista La Hostería Volante que desde 1959 imputó a la sinarquía todos los aspectos de la conjura contrarrevolucionaria, especialmente a lo que en esa revista se llamó El Frente del Algodón, o sea la coalición de los blandos para servir a la coalición de los enemigos duros, sostenidos por la Sinarquía mundialista en el poder y entre 1979 y 1983, dirigió la revista académica Caput Anguli.
Sus publicaciones abarcan a campos muy diversos, desde el orden académico universitario al nivel de la difusión política y clarificación doctrinal en las bases.
En el campo académico sus obras abarcan tres áreas fundamentales: el mundo clásico de la antigüedad griega y latina, que considera permiten comprender las verdaderas fuentes del pensamiento político del justicialismo, y las modalidades con que Perón ha la fue aplicando, el campo de las letras españolas y americanas, particularmente argentinas y, finalmente, el campo de la cultura europea, sin excluir la del área germánica, en la que Disandro es tenido por especialista de nota fuera de su país.
Disandro ha disertado sobre lo que denomina Sinarquía y sobre la política americana, exponiendo ciertas causas ocultas, menos consideradas por otros historiadores más difundidos, ha señalado  falencias políticas del liberalismo y racionalismo que considera antesala del marxismo, por una falencia cultural, y ha afirmado que la primera guerra de la independencia otorgó la condición de Nación pero no alcanzó a forjar un Estado libre y justo, lo que ha llevado a postular en el marco del pensamiento de Perón, la Segunda Guerra de la Independencia. 
Revistas
- LA HOSTERIA VOLANTE
- CAPUT ANGULI Revista Humanística de los Institutos de Cultura Clásica - La Plata - Buenos Aires - Córdoba
- BOLETIN INFORMATIVO DE LOS CENTROS JUSTICIALISTAS DE ESTUDIOS GEOPOLITICOS La Plata - Buenos Aires - Córdoba

## Algunas obras
- Lucrecio - La naturaleza de las cosas Traducción e introducción de Carlos A. Disandro (La Plata 1959)
- Clemente XIV - Breve Dominus ac Redemptor de 1773 (Que abolió a la Compañía de Jesús) Texto latino - Traducción e Introducción de Carlos A. Disandro (Colección Veterum Sapientia La Plata 1966)
- Cuestiones semánticas en la Iglesia: Theotokos (Ediciones Hostería Volante).

En los '50
- La poesía de Lucrecio. (La Plata, 1950).

En los '60
- Lugones: su itinerario lírico (Ediciones Hostería Volante, 1963).
- Argentina bolchevique (Ediciones Hostería Volante, 1963).
- La universidad y la nación [conferencias] (s.n.], 1964) Con prólogo del P. Leonardo Castellani.
- Rainer M. Rilke (Ediciones Hostería Volante, 1964).
- Las fuentes de la cultura (Ediciones Hostería Volante, 1965).
- Tradición, creación, renovación (Ediciones Hostería Volante, 1965).
- Helenismo, Judaísmo y Cristianismo. (Ediciones Hostería Volante, 1965).
- San Juan evangelista, artista, místico, profeta (Ediciones Hostería Volante, 1966).
- La significación de Dostoievsky (Ediciones Hostería Volante, 1967).
- Respuesta de un aborigen a Toynbee (Editorial Montonera, 1967).
- Soberanía fundacional (Editorial Montonera, 1967).
- La significación de Dostoievsky (Ediciones Hostería Volante, 1967).
- Tres poetas españoles: San Juan de la Cruz, Luis de Góngora, Lope de Vega (Ediciones Hostería Volante, 1967).
- Tránsito del mythos al logos (Ediciones Hostelería Volante, 1969).
- Theomorfismo y sociomorfismo en la Iglesia (Editorial Montonera, 1969).
- Tránsito del mythos al logos (Ediciones Hostelería Volante, 1969).
- Iglesia y Pontificado: una breve quaestio teológica (Editorial Montonera, 1969).
- Pontificado y Pontífice: una breve quaestio teológica (II) (Ediciones Hostería Volante)

En los '70
- La Compañía de Jesús contra la Iglesia y el Estado (Ediciones Hostería Volante, 1970).
- Sentido político de los romanos. (Ediciones Horizontes del Gral, 1970).
- El sentido de la Historia (Colección Symbolon I La Plata 1971)
- El gobierno mundial y las tensiones de la sinarquía. (Editorial Montonera, 1971).
- Lírica de pensamiento (Universidad Nacional de la Plata, Facultad de Humanidades y Ciencias de la Educación, 1971).
- Sonetos a la gloria del Fuego (La Plata, 1972)
- Filología y teología (Ediciones Horizontes del Gral, 1973).
- La conspiración sinárquica y el Estado Argentino (Ediciones Independencia y Justicia Buenos Aires 1973)
- La cuestión educativa (Ediciones Hostería Volante, 1974).
- Filosofía y poesía en el pensar griego (Ediciones Hostería Volante, 1974).
- Lugones, poeta americano (Hostería Volante, 1977).
- Música y metafísica Antonio Vivaldi (Ediciones Hostería Volante, 1979).

En los '80
- La Geopolítica, una ciencia humanística (Ediciones Independencia y Justicia - Córdoba 1980)
- La antrhoposophia de Karol Woytila - Una confrontación doctrinal (Ediciones del Instituto San Atanasio Córdoba 1980)
- Las tesis de Karol Woytila y su ruptura con la Sacra Tradición (Ediciones del Instituto San Atanasio Córdoba 1981)
- Nimio de Anquin Filósofo (Colección El Pensar Americano Instituto San Atanasio Córdoba 1981)
- La poesía physica de Homero (Hostería Volante, 1982).
- La herejía judeo-cristiana (Editorial Struhart, 1983).
- Peronismo o sinarquía (RO.CA Producciones, 1983).
- Peronismo y ética (Editorial Estado Justicialista, 1984).
- La Tercera Posición y la neutralización argentina (Ediciones Patria Libre Córdoba 1984).
- Imperio Mundial, Revolución Mundial y Fuerzas Nacionales (Cuaderno Doctrinal 3, Buenos Aires, 1985) Y Editorial Estado Justicialista, 1985.
- Virgili - Regeneratio Lyrica (Colección Veturum Sapientia VII - La Plata 1987)
- Segunda guerra de la independencia y tercera guerra mundial (Ediciones Hostería Volante, 1988).
- Crisis religiosa y fundamento de autoridad (Colección La Espada y el Mar La Plata 1988)
- La Santísima Virgen en la montaña de La Salette (1846) (La Plata 1988)
- La crisis de la Fe y la ruina de la Iglesia Romana Respuesta al Cardenal J. Ratzinger (La Plata 1986)
- PAULO IV - BULA "CUM EX APOSTOLATUS OFFICIO" 1559 Seguida del motu proprio "INTER MULTIPLICES" de San Pio V - 1566 - Texto latino - Traducción e Introducción de Carlos A. Disandro (Colección Parádosis Instituto San Atanasio 1987)
- Kharis Kai Kosmos - Gracia y Mundo - 1972-1979 (La Plata 1988)
- Tradición en la perspectiva Trinitaria y Teándrica (La Plata 1989)
- Theologia, Theología Mysterica, Theología de la Liberación (La Plata 1989)
- Semántica y política (Editorial Estado Justicialista, 1989).
- El antikhristos (Respuesta al “cardenal primado” Juan C. Aramburu) (Ediciones Hostería Volante, 1989).

En los '90
- Revolución Francesa (Cuaderno Doctrinal 5, La Plata, 1990 originalmente publicado en la revista Ciudad de los Césares, de Santiago, Chile)
- El Latín Mystico - Siglo XII - San Bernardo de Clairvaux (La Plata 1990)
- Lutero y su coyuntura semántica (Ediciones Hostería Volante, 1990).
- El perfil histórico de Juan Perón (Ediciones Hostería Volante, 1990).
- El reino de la palabra: semántica y transfiguración (Fundación Decus, 1995).
- El son que funda (Fundación Decus, 1996).